# Cyrtodactylus yakhuna
Espèce
Synonymes
- Gymnodactylus yakhuna Deraniyagala, 1945
- Geckoella yakhuna (Deraniyagala, 1945)

Cyrtodactylus yakhuna est une espèce de geckos de la famille des Gekkonidae.

## Répartition
Cette espèce est endémique du Sri Lanka. Elle se rencontre vers Kalivila.

## Description
C'est un gecko insectivore, nocturne et terrestre.

## Publication originale
- Deraniyagala, 1945 : A new gymnodactylid gecko from Ceylon. Spolia Zeylanica, vol. 24, p. 99-102.